# Neven Šimac
Neven Šimac (Osijek, 6. prosinca 1943. – Pariz, 4. lipnja 2025.) bio je hrvatski pravnik i prevoditelj.

## Životopis
Rođen je u Osijeku 1943. godine. Maturirao je u Klasičnoj gimnaziji 1962. godine. Diplomirao je i završio poslijediplomski studij kaznenog prava na zagrebačkom Pravnom fakultetu, na kojemu 1971. počinje raditi kao asistent na katedri kaznenog postupovnog prava. No, nakon pada Hrvatskoga proljeća uhićen je, dobio otkaz te odlazi u Francusku. Doktorirao je 1971. na francuskom sveučilištu Pariz II. te je radio u francuskoj državnoj upravi (1975.-1992.).
Bio je među osnivačima Društva prijatelja Matice hrvatske u Parizu (1970.) te osnivač i prvi predsjednik Predstavničkog vijeća hrvatskih ustanova i zajednice Francuske (CRICCF-a).
Kao savjetnik Europske banke za obnovu i razvitak pomagao je poslijeratni razvoj Hrvatske i BiH (programi PHARE-a 1995.-1999.) te pristupanje Hrvatske Europskoj uniji. Bio je savjetnik (2000.–2004.) vlada Češke, Letonije, Litve i Poljske u procesu pristupanja Europskoj uniji.
Bio je dugogodišnji vanjski član Odbora za ljudska prava Hrvatskoga sabora. Bio je predsjednik Centra Robert Schuman, suosnivač Hrvatsko-francuskih pravnih i upravnih dana u Splitu, te član Povjerenstva Iustitia et Pax Hrvatske biskupske konferencije. Predavao je na više poslijediplomskih studija u Zagrebu.
Umro je 4. lipnja 2025.
Djela
- Etničko čišćenje: povijesni dokumenti o jednoj srpskoj ideologiji (Le Nettoyage éthnique: documents historiques sur une idéologie serbe), 1993., suautori Marc Gjidara i Mirko Dražen Grmek[2]